# Gråfibbla
Gråfibbla (Pilosella officinarum) är en korgblommig växt med gula blommor.  
Den är småväxt och har en bladrosett av hela, helbräddade blad, och blomkorgen uppbärs av en bladlös stängel. 
Gråfibbla har gråaktig beklädnad av både enkla hår (grå, vita och svarta), stjärnlikt greniga hår och glandelhår. Särskilt på bladens undersida finns ett tätt, gråvitt stjärnludd. Från rosettens bladvinklar skjuter samtidigt med blomningen förlängda, revartade skott ut, så kallade stoloner (utlöpare), som har små, glesa, i storlek avtagande blad och slutligen i spetsen bildar en bladrosett. 
I denna art har man urskilt inte mindre än 400 underarter och former. Dessa finns i Europa (samt närmast liggande trakter av Asien och Afrika). I Sverige är de vanligast i de sydligare landskapen och avtar märkbart redan i Svealand. Men längs kusten går de ända upp till Hälsingland. I Norge följer de också kusten, ända upp till Tromsø, och i Finland förekommer gråfibbla i de södra och västra landskapen. Den är sällsynt i den subalpina regionen och saknas i den alpina. 

## Förväxlingsarter
- Mattfibbla, Pilosella peleteriana
- Nickfibbla, Pilosella peleriana

## Etymologi
Officinarum kommer av latin officina = apotek. Detta antyder att växten använts som medicinalväxt.

## Bygdemål
| Namn      | Trakt   | Förklaring                                                  | Referens |
| --------- | ------- | ----------------------------------------------------------- | -------- |
| Kalvrumpa | Småland | Samma namn används även för mjölke, Chamerion angustifolium | [ 1 ]    |